# Governador Valadares Airport
Governador Valadares Airport (engelska: Coronel Altino Machado de Oliveira Airport, portugisiska: Aeroporto Coronel Altino Machado de Oliveira) är en flygplats i Brasilien.   Den ligger i kommunen Governador Valadares och delstaten Minas Gerais, i den sydöstra delen av landet, 700 km sydost om huvudstaden Brasília. Governador Valadares Airport ligger 171 meter över havet.
Terrängen runt Governador Valadares Airport är huvudsakligen platt, men österut är den kuperad. Runt Governador Valadares Airport är det ganska tätbefolkat, med 144 invånare per kvadratkilometer.. Närmaste större samhälle är Governador Valadares, 6,0 km nordost om Governador Valadares Airport.
Omgivningarna runt Governador Valadares Airport är huvudsakligen savann.